# Мишел де Монтењ
Мишел Екем де Монтењ (фр. Michel Eyquem de Montaigne; Сен Мишел де Монтењ, 28. фебруар 1533 — Сен Мишел де Монтењ, 13. септембар 1592) био је француски мислилац, моралиста, политичар и књижевник из доба Ренесансе.

## Биографија
Монтењ је рођен 1533. у француској регији Аквитанија, на породичном имању дворца Монтењ, у месту Сен Мишел де Монтењ близу Бордоа. Породица му је била богата и образовала га је у духу хуманизма. Тек са шест година је научио француски пошто је најпре савладао латински језик, са седам година. Каријеру је почео као правник.
Године 1571. повукао се из јавног живота у једну од кула свог дворца где је имао и библиотеку. Ту је целу деценију радио на својим Огледима, изолован од друштвеног и породичног живота.
Касније је био градоначелник Бордоа. Иако римокатолик, трудио се да ублажи сукобе између католика и протестаната. Ценили су га и католички краљ Француске Анри III и протестант Анри од Наваре, који су долази код њега да се саветују.
Монтењ је умро 1592. у дворцу Монтењ. Сахрањен је у близини дворца, а касније пренет у Бордо.

## Есеји
Својим главним делом, „Огледима“, овај хуманиста, скептик и филозоф морала, засновао је књижевну форму есеја.
Своју прву и другу књигу „Огледа“ објавио је 1580, а трећу 1588. Ово обимно дело садржи око 1.500 страна.
Начин размишљања у есејима је различит у односу на класичну науку. То су дискусије засноване на личном виђењу и анализи. Монтењ дискутује са самим собом, античким мудрацима, филозофима и историчарима. Он игнорише спољни изглед феномена (у традицији филозофије стоицизма), критикује сујеверје, и скептичан је према свим догмама, предрасудама и ауторитетима. Монтењ често користи анегдоте и лична искуства у есејима, што је у његовом времену сматрано непотребним личним истицањем, а не оригиналношћу. Касније, овај лични печат, вешта комбинација научног знања и личног приповедања, тумачен је као слика и прилика начина размишљања и дилема мислилаца из доба Ренесансе.
Слободни филозоф Монтењ бави се различитим темама: књижевношћу, филозофијом, моралом, образовањем итд. У вези са образовањем, истиче важност личног искуства и самосталног истраживања. Монтењ је био дете времена окрутних религијских ратова, када су корупција морала и непомирљивост владали на свим странама. Отуда је сматрао да су сва људска бића етички несавршена. И поред људске несавршености, одатле не произилази да је истина недостижна (што би био скептицизам у чисто негативном смислу). Људска индивидуа је једино полазиште одакле је могућа потрага за истином. Често коришћен метод у есејима је метод проба и погрешака, што по Монтењу одговара људској природи склоној заблудама.
Монтењеви филозофски принципи били су претеча филозофије Декарта, иако је Декарт сматрао логику за прихватљиву догму. Његово непристрасно виђење света и либерална мисао били су темељ традицији француских моралиста, и утицали су на бројне филозофе и писце, као што су Волтер, Шекспир или Ниче.
Од издавача у Србији, Српска књижевна задруга објавила је комплет „Огледа“ у три књиге.

## Филозофија
Књига Мишела де Монтења је као и он сам, представник хуманистичких напора у другој половини 15. века. Главна особина његових огледа јесте њихова усмереност на самог аутора прожета општим начелима филозофије и ауторовим сопственим мислима.
Огледе је Монтењ почео 1571. у 39 години живота. Они се састоје од три врсте елемената (по Лансону) – размишљања над прочитаним књигама, размишљања на основу посматрања живота других и размишљања у вези са посматрањем самога себе.
Иако је за ово дело употребљена опширна грађа, она се сва повиновала Монтењевом начину размишљања – античко наслеђе, мудрост разних мислилаца, сва се скупила да илуструје индивидуалну мисао једног човека, коме је примат власт здравог разума.
Оно што је најважније јесте да Монтењ, пишући о себи, пише о човеку уопште – Позајмљује нам своје очи да бисмо видели себе. За њега сваки човек у себи носи читав облик људске природе.
Његова литература је античко наслеђе су: Плутарх, Сенека, Овидије, Вергилије, Теренције, Плаут, Херодот, Ксенофон, Тит Ливије, Цезар и Цицерон. Цитирајући их он прати обичај времена, ипак за разлику од својих савременика Монтењ је античку културу асимилирао. Он наводи туђе пасусе да би боље осветлио своју мисао. За Монтења позајмљивање туђих мисли и реченица није имитација или крађа – јер као што пчеле прерађују мед, тако и он прерађује своје узоре да би приказао свој начин размишљања.
Самим својим поступком али и оштром критиком Монтењ, као и његов старији сународник Франсоа Рабле критикује схоластичко средњовековно образовање. Знање, за њега, никада не сме постати мртви капитал, и искључиво књишко. Процес мишљења је оно што нас доводи до савршенства врлине – учености и мудрости, и само знање не значи ништа ако нас стваралачки не подстиче.
Као и Рабле, Монтењ подвргава оштрој критици васпитни систем свог времена – зато што није на прави начин развијао интелигенцију, него је кљукао памћење. Монтењ излаже своју визију образовања: хармонично и паралелно развијање целе личности: духа, тела и моралног лика. Развијање духа подразумева формирање и развијање интелигенције. Тражи се добра и паметна глава, што се постиже разговорима, познанствима и путовањима. Васпитање треба да буде ненасилно, а ученик треба да буде активан и да стално примењује своје знање. Ученик не треба да верује простим ауторитетима, већ треба да мисли критички. Овај систем подсећа на онај који ствара Рабле. Разлика је само у енциклопедичности Раблеовог знања које треба да од ученика направи понор знања. Монтењ тежи да васпита расуђивање и интелигенцију.
Најважнији извор његове мисли је самопосматрање – он посматра себе у свим приликама, непрестано описује своја расположења, ћуди и укусе. Међутим, Монтењ не слика своје биће у статичком стању, већ у сталном кретању – Не слика биће, већ прелаз. И то не онај из доби у доб, већ из минуте у минуту. То ставља акценат на сложеност и противуречност човечје природе. Монтењева слика људског карактера испала је због тога сасвим супротна класицистичкој. Она није јединствена и логична, већ је у њој човек биће сложено и без реда, постојаности и доследности, покретљиво и противречно. Бавити се духом по њему је трагати за сопственим идентитетом. Историјски, Монтењ својим Огледима припрема појаву класицизма, а осветљавањем комплексне човечје психе он најављује модерно доба.
У развоју његове филозофске мисли књижевни историчари разликују три фазе – стоицизам, скептицизам и фаза животне мудрости. 
1. Стоицизам (Филозофија смрти) – присутан у првој а делом и другој књизи издања из 1580. Главна тема тих огледа је Монтењева припрема за бол и смрт. Идеал живота у овом периду је аскеза по античком примеру, а нарочито Катон Утички као пример. Његов омиљени учитељ је Сенека. Ту Монтењ развија општа места о очвршћивању воље која треба да однесе победу над болом и смрћу. Животна мудрост у овој фази је припремити се за смрт која је наша судбина.
2. Скептицизам – Изражавање сумње “Шта знам?”, систематски спроводи у највећем и најзначајнијем огледу Апологија Ремона де Себонда. Ту се осветљавају заблуде чула и разума, а критици је подвргнута нарочито наука и њене ненаучне методе, метафизика као мајка мистицизма, границе људског сазнања, филозофију која је тек склоп противречности, таштину живота који више личи на сан...
3. Вештина живљења (Филозофија живота) – реакција, револт против схоластике – устаје против схоластичког негирања живота, претпоставке да је земаљски живот само припрема за други. Овде земаљски живот постаје циљ за себе, и постаје вредан да се проживи. Живот се мора искористити онакав какав нам је дат, и извући из њега што је могуће више среће. То треба чинити ослањајући се на природу.

Оно што је Монтењ проповедао је да је бављење духом трагање за суштином свога бића, која ће надживети ефемерни свет. Смрт је космичка сила, вечито кретање, а филозофирати значи бавити се суштином, навикавати се на смрт. Људска мисао је, после смрти, једини облик постојања.
Идеја Монтења, да напише књигу о себи у којој ће га памтити, пошто умре, у којој ће фиксиран узорни примерак свог бића кроз однос са другим, и направити споменик онима који су за њега били важни – Његовом оцу, као и пријатељу Ла Боесију суочила се са највећом препреком у сталном кретању бића – из минута у минут, како Монтењ каже. То кретање спречава писца да своје биће фиксира у једно и непроменљиво.
Монтењева мисао није увек довољно одређена и консеквентна. Од огледа до огледа дешава се да даје опречан суд у погледу истих ствари. Понекад је ово из сигурности, да би избегао прогоне и казне које су чекале друге слободне мислиоце.
Пут до суштине човека за Монтења (што је и ренесансни топос, Краљ Лир, Шекспир), јесте одбацивање привида, свега онога што је страно суштини човека. Платоново учење које су прихватили скептици и средњовековна учења – Театрум мунди (Свет је позорница)– топос који приказује свет као позориште, оптужује људе да су заробљеници маште који дозвољавају да им се причају приче. Демокритов смех за који Монтењ сматра да је најпогоднији за исмејавање таквог света, мора да са друге стране положи право на неку истину. Простор који себи заветује Монтењ слободан је од тих замки привида, и погодан да се истина у њему роди из самоће и контемплације. То је бављење духом, а за Монтења је свако бављење духом трагање за идентитетом. Тражење идентитета приказано је најбоље у поглављу О самоћи, где говори о утицајима других на нас који су толико јаки да смо способни да трампимо свој живот, здравље и спокојство за углед и славу. Монтењ под самоћом подразумева постојање времена и простора у коме би човек могао да се посвети искључиво себи. То није лак подухват.
“Доста смо живели за другог, живимо за себе бар овај остатак живота.”
Он се залаже за једну врсту отуђења од друштва; никоме не треба дозволити да приђе исувише близу, треба бити истински везан само за себе самог.
“Нека остало и даље буде наше, али не спојено и припијено тако чврсто да се од нас не може одвојити а да нам се притом не огули парче коже и не откине комад од нас самих.”
Снагу и дејство душе треба процењивати сопственим мерилима, за то нам не треба други. Мислити овде значи усмерити сву своју пажњу на садашње место где борави свест, на идентитет коме је додељена, на снаге које проналази у претварању у самог себе.
Монтењево враћање себи се разликује од Августиновог, чији је циљ слушање божијег гласа и издржавање његовог суда, - оно је тражење саговорника у самом себи без потчињавања икаквом спољашњем ауторитету. Однос према свету који Монтењ прихвата је Теориа – контемплативно разумевање света понуђеног погледу.
Човек не треба слепо да подражава своје учене примере – и то је нека врста стварања привида. Треба се у потпуности понудити обликовној снази примера, али без дијалога са самим собом не можемо стићи до суштине. Испитивање самог себе доводи до удвајања.
У једном писму Монтењ брани своје писање као да он није њему крив. Разлог писању налази се у тмини тела, црној жучи меланхолије која потискује вољу. Једини вољни избор Монтења је његова самоћа, једнака слободи. Монтењ жели да јој се потчини. Писање за Монтења има за циљ поновно овладавање унутрашњом моћи коју угрожавају лудорије његовог доконог духа или најезде меланхоличне туге.
Писање учвршћује наду у постојаност карактера којој Монтењ тежи, коју угрожава његова стална промена темперамента. Као што сам за себе каже - Он је ведро сетан, час за све час ни за шта. Због тога и мора да се скицира у тако детаљним нијансама.